# Francesco Zantedeschi
Francesco Zantedeschi (Dolcè, 20 de agosto de 1797 — Pádua, 29 de março de 1873) foi um padre e físico italiano.

## Trabalho científico
Ao realizar pesquisas sobre o espectro solar, Zantedeschi foi um dos primeiros a reconhecer a acentuada absorção pela atmosfera de luz vermelha, amarela e verde.
Ele também pensou ter detectado, em 1838, uma ação magnética em agulhas de aço por luz ultravioleta. Embora esse efeito não tenha sido confirmado, suspeitava-se de uma conexão entre luz e magnetismo tantos anos antes do anúncio em 1867 por James Clerk Maxwell da teoria eletromagnética da luz.
Em um panfleto de 16 páginas, publicado em 1859, Zantedeschi defendeu as alegações de Gian Domenico Romagnosi à descoberta em 1802 do efeito magnético da corrente elétrica, descoberta que geralmente é creditada a Hans Christian Ørsted em 1820. Experiências e artigos de Zantedeschi sobre a repulsão das chamas por um forte campo magnético (descoberto pelo Padre Bancalari das Escolas Pias em 1847) atraiu a atenção geral na época.
Em 1851, Zantedeschi foi eleito membro da American Philosophical Society.
 

Em seus últimos anos Zantedeschi ditou uma autobiografia que é mantida nos arquivos da Academia de Verona. Suas principais obras são: Ricerche sul termo-elettricismo dinamico (1838) e Trattato del Magnetismo e della Elettricità (1843).

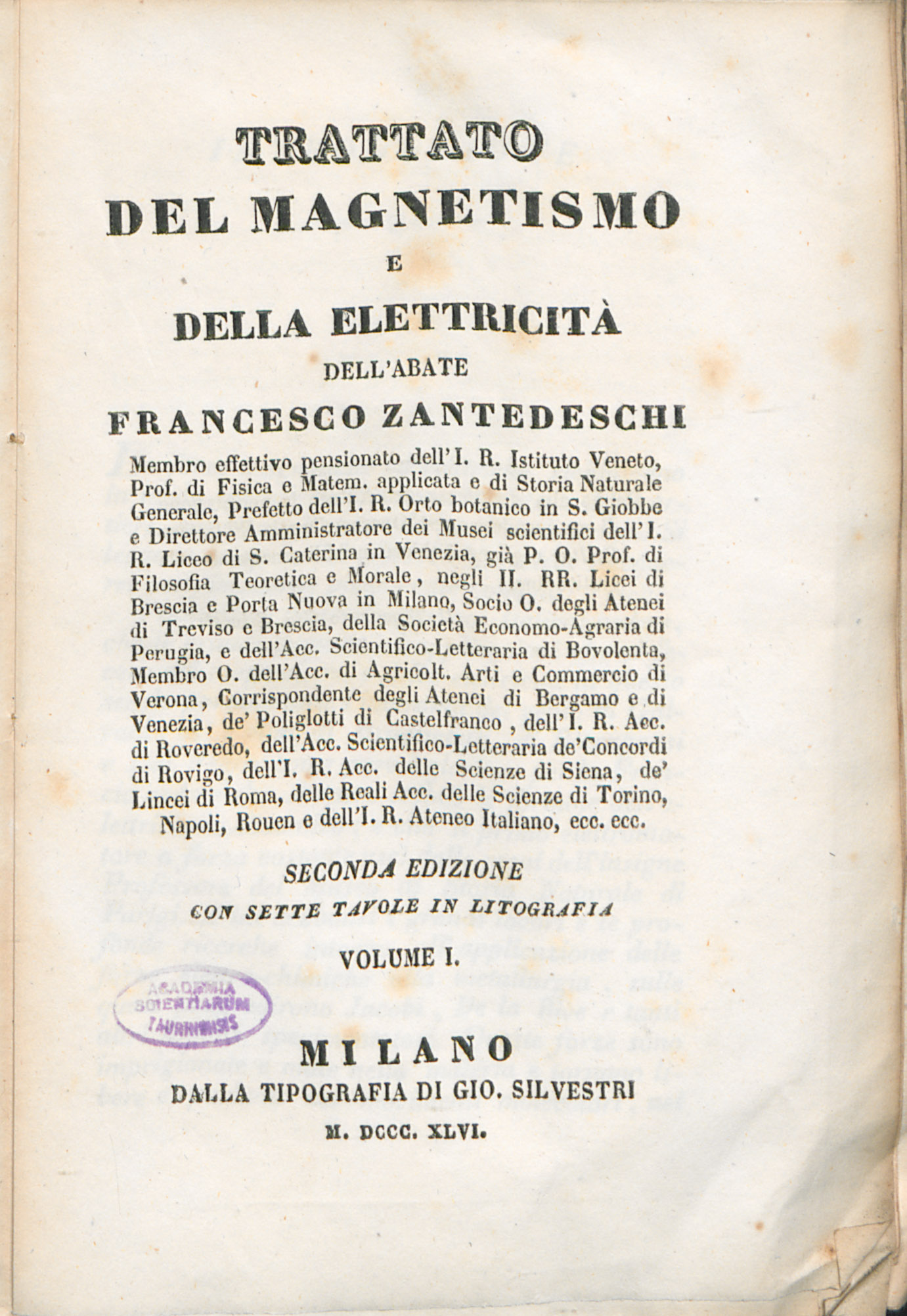
Trattato del magnetismo e della elettricità

## Publicações

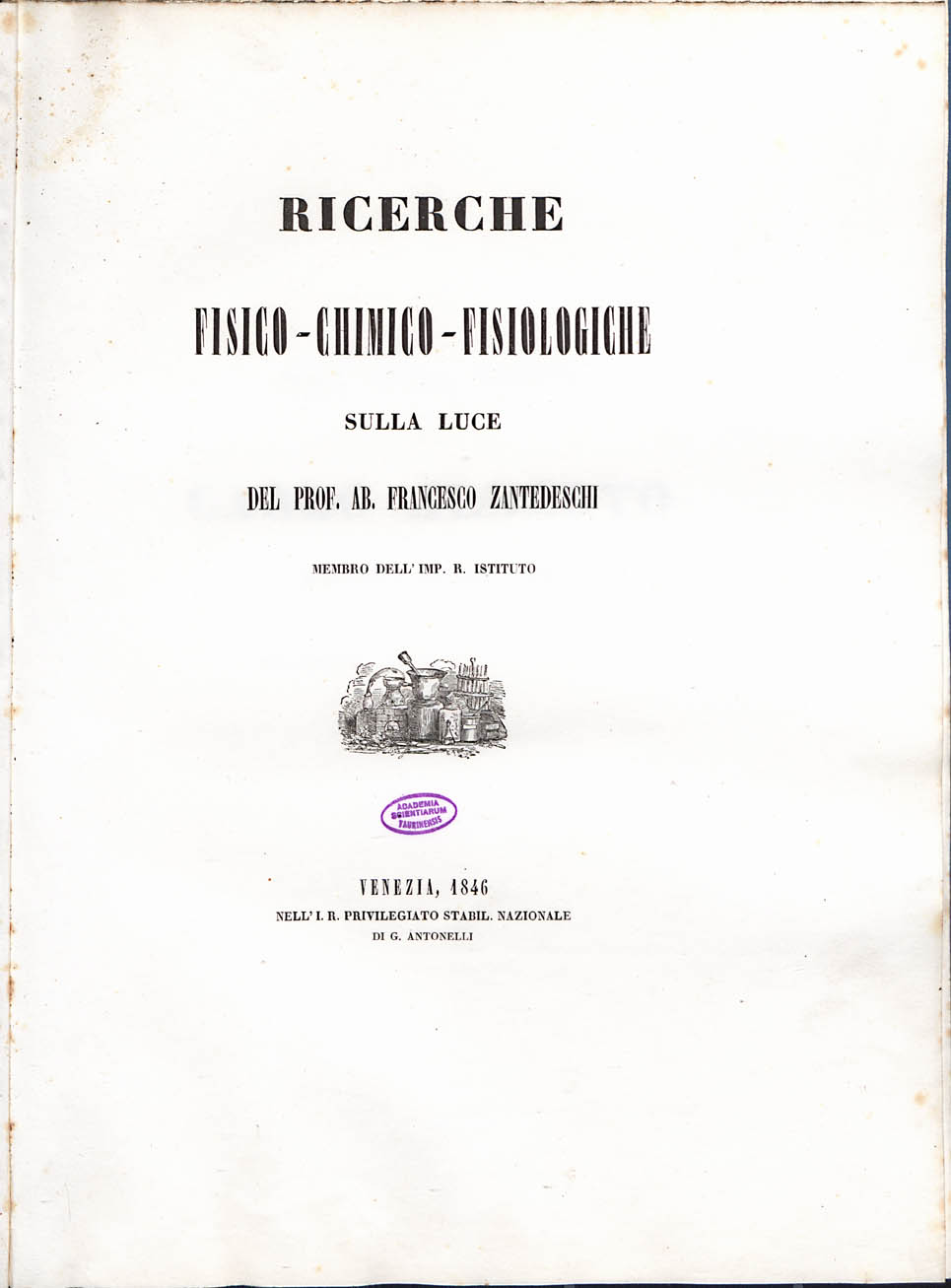
Ricerche fisico-chimico-fisiologiche sulla luce, 1846

- Elementi di logica, Verona, Paolo Libanti, 1833.
- Elementi di psicologia empirica, Verona, Paolo Libanti, 1834.
- Elementi di logica e metafisica, Verona, Paolo Libanti, 1834.
- Elementi di filosofia morale, Verona, Paolo Libanti, 1834. 2ª ed.: Milão, Tipografia de' classici italiani, 1836.
- Relazione delle principali scoperte magneto elettriche, Verona, Paolo Libanti, 1834.
- Elementi di psicologia, logica e metafisica, Brescia, Pio Istituto in San Barnaba, 1835.
- Della polarizzazione dei conduttori isolati diretti a determinati punti del globo e di un nuovo apparecchio per esplorare l'elettricità atmosferica chiamato elettro-magnetometro, Milão, Tipografia de' classici italiani, 1837.
- Dei principii generatori delle umane cognizioni, Milão, Tipografia de' classici italiani, 1838.
- Ricerche sul termo-elettricismo dinamico e luci-magnetico ed elettrico, Milão, Pirotta e C., 1838.
- Memoria sulle leggi fondamentali che governano l'elettro-magnetismo, Verona, Alessandro Steffanini, 1839.
- Saggi dell'elettro-magnetico e magneto-elettrico, Veneza, Tipografia Armena di San Lazzaro, 1839.
- Le leggi del magnetismo nel filo congiuntivo percorso dalla corrente voltiana (o Le leggi elettro-magnetiche), Veneza, Giuseppe Antonelli, 1843.
- Trattato di fisica elementare, 4 voll., Veneza, Tipografia Armena di San Lazzaro, 1843-1846.

- Trattato del calorico e della luce, Veneza, Tipografia Armena di S. Lazzaro, 1846.
- Raccolta fisico chimica italiana ossia collezione di memorie originali edite ed inedite di fisici chimici e naturalisti italiani, Veneza, Giuseppe Antonelli, 1846.
- Ricerche fisico-chimico-fisiologiche sulla luce, Veneza, Giuseppe Antonelli, 1846.
- Trattato del magnetismo e della elettricità, vol. 1, Milão, Giovanni Silvestri, 1846.
- Trattato del magnetismo e della elettricità, vol. 2, Milão, Giovanni Silvestri, 1846.